# Ruben Patterson
Ruben Nathaniel Patterson (nacido el 31 de julio de 1975 en Cleveland, Ohio) es un exjugador de baloncesto estadounidense que jugó 10 temporadas en la NBA. Con 1,96 metros de estatura, jugaba en la posición de alero.

## Biografía
Patterson tuvo problemas familiares en su juventud, con sus padres y una de sus hermanas adictos a las drogas y su padre en prisión. Vivió la mayor parte del tiempo con su madre, Charlene Patterson, que murió de un ataque al corazón cuando Ruben estaba en la universidad.

## Carrera
Procedente de la Universidad de Cincinnati, Patterson fue escogido en el puesto 31 del Draft de la NBA de 1998 por Los Angeles Lakers. 
Debido a la huelga de jugadores, Patterson se fue a jugar a Grecia, al AEK Athens BC, donde promedió 12.6 puntos y 3.6 rebotes. 
En la NBA, ha jugado en los Lakers, Seattle SuperSonics, Portland Trail Blazers y Denver Nuggets, promediando 10.2 puntos y 4 rebotes en su carrera. Él mismo se autodefine como "Kobe Stopper" tras las grandes defensas que solía hacer a Kobe Bryant.
Jugador problemático, Patterson fue suspendido temporalmente por los Trail Blazers en la temporada 2005-06 por unas declaraciones severas sobre su entrenador Nate McMillan en las que le exigía más minutos o por el contrario ser traspasado, además de por rechazar salir a jugar en un encuentro. 
En febrero de 2006 fue traspasado a Denver Nuggets y a la temporada siguiente a Milwaukee Bucks por Joe Smith, donde se ha hecho con un puesto debido a la lesión de Bobby Simmons. En la temporada 2006-2007 promedió 14.7 puntos y 5.4 rebotes, siendo probablemente su temporada más exitosa en el plano individual.
A finales de agosto de 2007 fichó por Los Angeles Clippers. Pero fue cortado el 13 de diciembre, tras 20 encuentros.
En 2009 se unió al club libanés Champville.

### Retirada
En 2018 jugará el BIG3, un torneo profesional de baloncesto 3 por 3, en el que hace equipo con los también exNBA Kenyon Martin y DerMarr Johnson.